# Pieter Biesboer

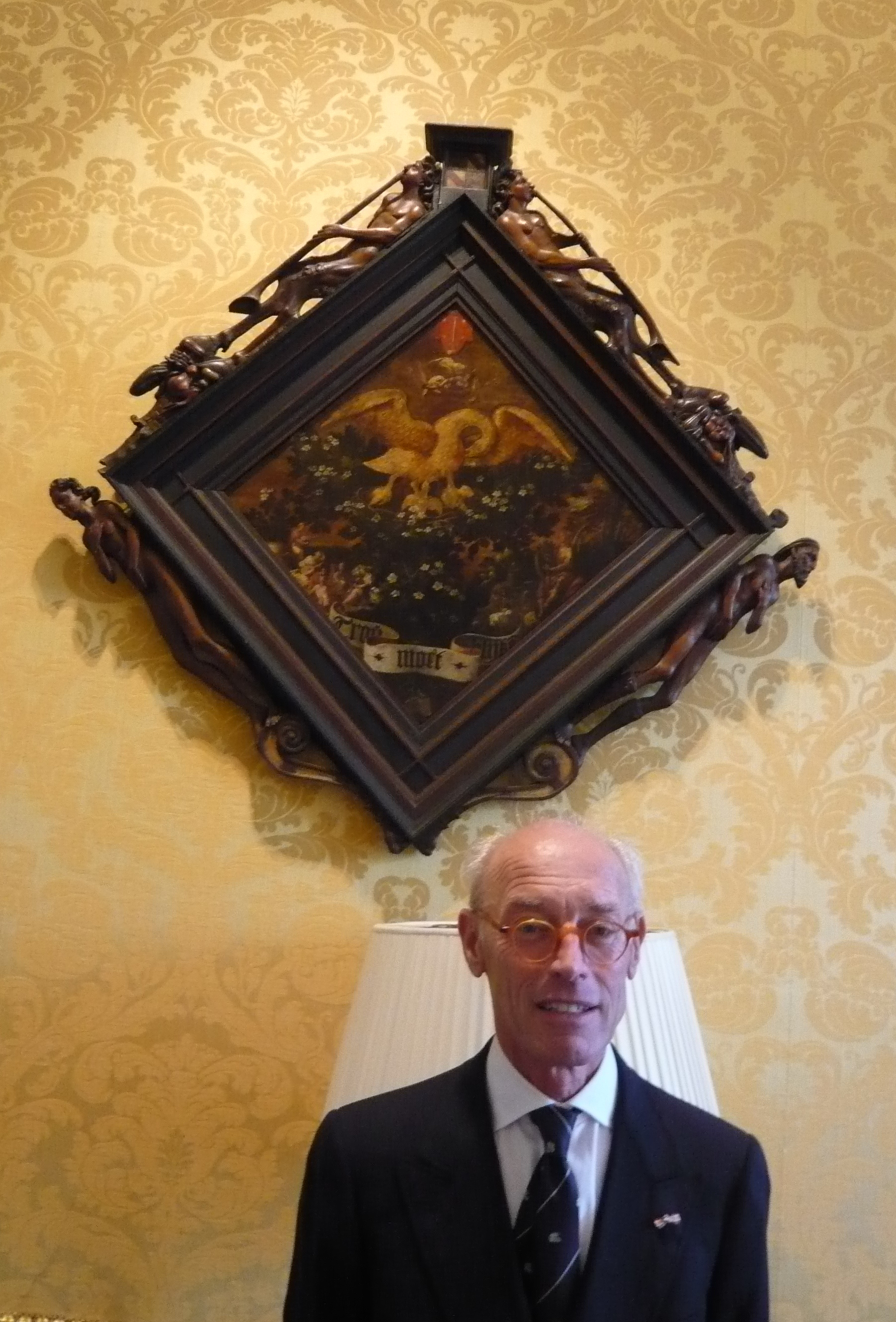
Pieter Biesboer in 2010

Pieter Biesboer (Amsterdam, 2 augustus 1944 – Haarlem, 23 mei 2025) was een Nederlands kunsthistoricus en werd bekend als conservator van het Frans Hals Museum en kenner van het werk van Frans Hals.

## Biografie
Biesboer studeerde kunstgeschiedenis aan de Universiteit van Amsterdam (1964-1973) en het Bryn Mawr College in de Verenigde Staten (1969-1972). Daaropvolgend werd hij conservator van Museum Prinsenhof Delft in Delft. Na daar tussen 1973 en 1976 gewerkt te hebben als specialist Oude Meesters stapte hij over naar het Frans Hals Museum in Haarlem. Hij zou tot aan zijn pensioen in 2008 in Haarlem blijven werken. Hij stelde daar exposities samen met werk van Frans Hals (1989/1990), Judith Leyster (1993), Jacob van Ruisdael (2002) en werken van de familie rondom Jan de Bray (2007-2008). Zijn laatste expositie was De Gouden Eeuw begint in Haarlem. Tijdens zijn werk voor het Frans Hals Museum was hij deels ook actief voor CODART. Ook na zijn pensioen bleef hij zich actief met het werk van Frans Hals bezighouden (literatuur en lezingen).
Hij trad niet alleen op als conservator, maar publiceerde regelmatig werken op zijn vakgebied. Biesboer kreeg in 2008 de Penning van Verdienste van de gemeente Haarlem.
Biesboer overleed na een kort ziekbed in een Haarlems hospice. Hij werd 81 jaar oud.
- Biblioteca Nacional de España: XX995883
- Bibliothèque nationale de France: cb12055688k (data)
- CiNii: DA04515126
- Gemeinsame Normdatei: 1025995473
- International Standard Name Identifier: 0000 0001 1766 9665
- Library of Congress Control Number: n78093990
- Nationale Bibliotheek van Israël: 987007522790505171
- Nederlandse Thesaurus van Auteursnamen: 075099349
- Istituto Centrale per il Catalogo Unico: UFIV018680
- Système universitaire de documentation: 028794885
- Virtual International Authority File: 64025994
- WorldCat: E39PBJrrvmXpJPmYFqc6mpXGHC